# Złodziejowy Dół
Złodziejowy Dół – niewielki wąwóz w prawych zboczach Doliny Prądnika w Ojcowskim Parku Narodowym (OPN). Znajduje się pomiędzy wąwozami Skalska Droga i Stodoliska. Zaczyna się na pokrytych polami terenach należącego do miejscowości Biały Kościół przysiółka Iwiny i opada w kierunku zachodnim przez porośnięte lasem obszary OPN do rozszerzenia Doliny Prądnika. Prowadzi nim nieznakowana ścieżka.